# داروما

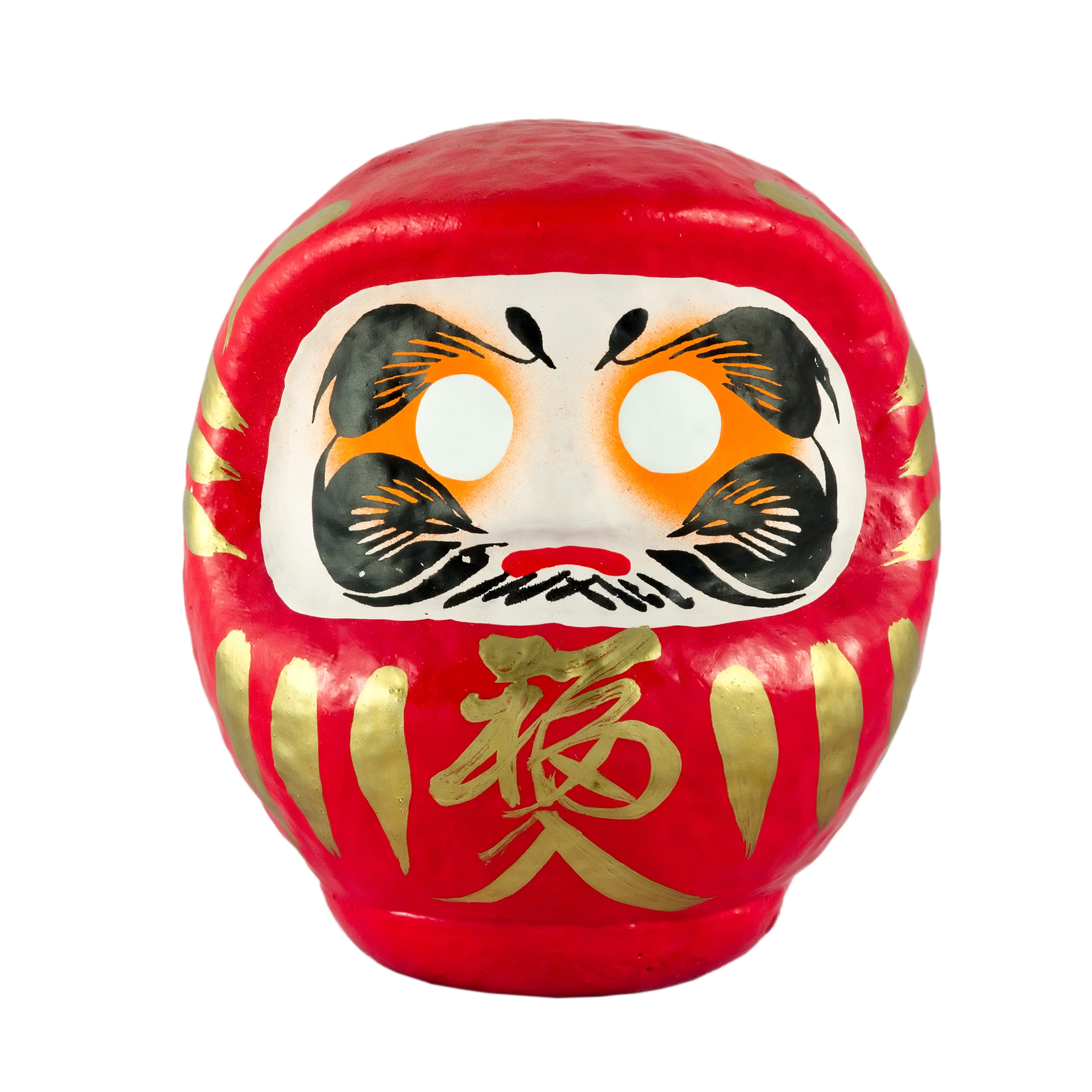
دمية داروما

دمية داروما (باليابانية: 達磨) وتعرف أيضا بـدمية دهارما هي عبارة عن دمية تقليدية يابانية مجوفة ومستديرة الشكل، تعتبر دمية داروما رمزا للثراء وتعويذة لجلب الحظ والثبات. صممت على شكل راهب بوذي يسمى بودهيدهارما، عاش خلال القرنين الخامس والسادس قبل الميلاد وتنسب إليه مدارس البوذية كتشان وزن في الصين. لون دمية داروما عادة أحمر ومرسوم عليها وجه رجل ذو لحية، وتختلف تصاميم وألوان كل دمية حسب المنطقة وتاريخها ومعناه. داروما ما زالت تصنع من ورق مجوف ودائري الشكل ومتوازن من أسفل مما يجعل الدمية ثابتة عندما تتم إمالتها، أما اللون الأحمر فيشير إلى رداء الراهب.

## بودهيدهارما

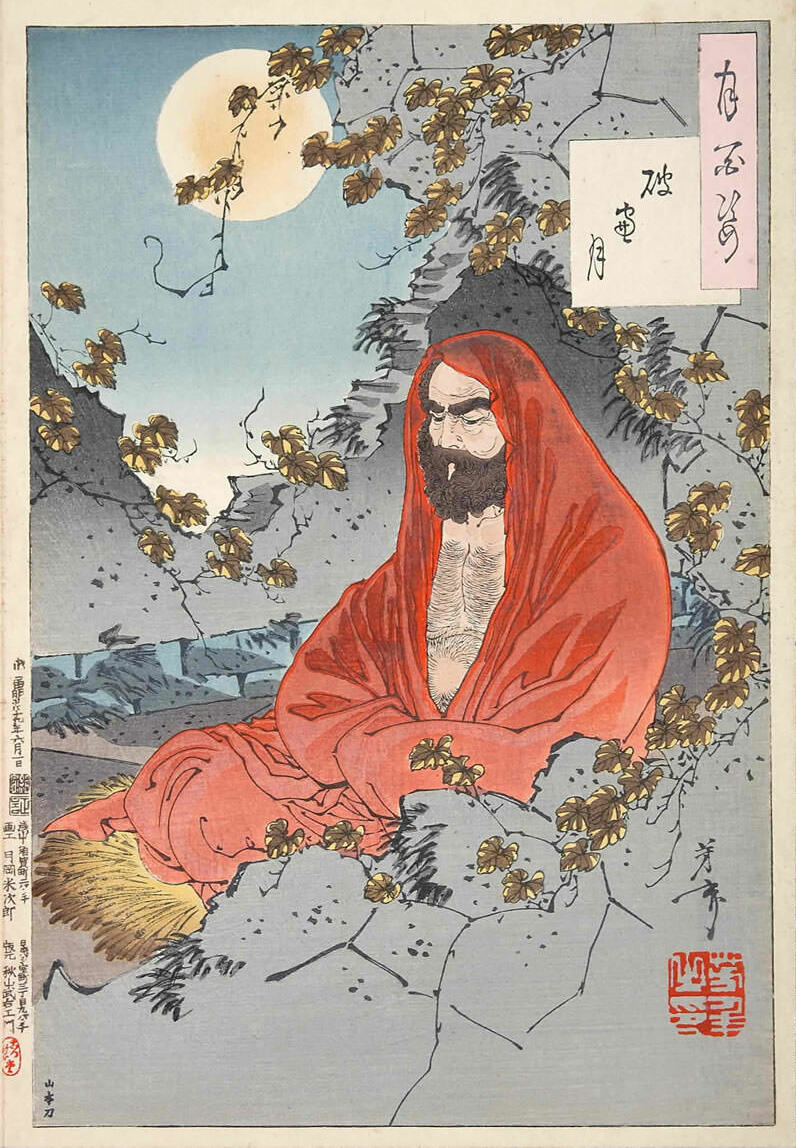
بودهيدهارما، طباعة الخشبية من عام 1887

بودهيدهارما، عاش خلال القرنين الخامس والسادس قبل الميلاد وتنسب إليه مدارس البوذية كتشان وزن في الصين، يقال في الأساطير أنه مارس طقوس التأمل لتسع سنوات من دون أن يتحرك، مما أدى إلى ضمور يديه ورجليه، وفي أسطورة شهيرة أخرى يقال أنه نام أثناء طقوس تأمله لمدة تسع سنوات، فغضب من نفسه وقطع جفون عينيه ليتفادى النوم مجددا.

## داروما ومرض الجدري
أيضا كان يعتقد أن لداروما دورا في الشفاء من المرض في أواخر عصر ايدو بين عام 1600 إلى 1868 وتم ربطها بمرض الجدري، حيث تواجد الكثير من المصابين بالجدري والحصبة في ايدو والمناطق المجاورة لها في ذلك الوقت، أما حاليا في اليابان هناك الكثير من الأضرحة حمراء اللون مكرسة لآلهة الجدري تم بنائها ظنًا أن آلهة الجدري ستنقذ الأطفال المصابين، فتلف حبال ملتصق بها شرائط حمراء حول المنزل ويتم إلباس الأطفال رداءا أحمر اللون وتوضع طاولة للآلهة تحمل تمثال رجل ملتحي يشبه داروما، ويُستخدم أيضا لتحذير آخرين بأن المرض كان في المنزل. اسُتخدمت الداروما الحمراء كذلك لتهدئة الآلهة.

## التصاميم الشكلية
تتواجد الداروما بخمسة ألوان كالأزرق والأصفر والأحمر والأبيض والأسود، ويسمون بجوشكي داروما.أما في هذه الأيام تتواجد بألوان أخرى كالذهبي الذي يرمز لجلب الحظ في المسائل المالية.
عينا داروما عند بيعها تكونان فارغتين بيضاء اللون، والهدف من ذلك التحفيز على بلوغ الهدف، حيث يتم تلوين إحدى العينين بالأسود عند تحديد الهدف ويتم تلوين الأخرى عند تحقيقه، فكلما رأى الشخص الذي قام بذلك داروما بعين واحدة يتذكر أهدافه، ولتحفيز داروما على تحقيق أمنيته عليه أن يعدها بأنه سيعطيها بصرها بالكامل عندما ينجز هدفه.
و تقليديا، تعتبر دمية داروما من أفراد الأسرة، وولي أمر الأسرة فقط من يحق له أن يلون عينيها. أما رسومات الشعر على وجه الدمية فتمثل حيوانات، حيث تشتهر الحيوانات كرمز لطول العمر في الثقافة الآسيوية، كطائر الكركي والسلحفاة، فالحاجبان يرمزان لطائر الكركي، أما شعر الوجنتين فيرمز لقوقعه السلحفاة.

## حرق داروما

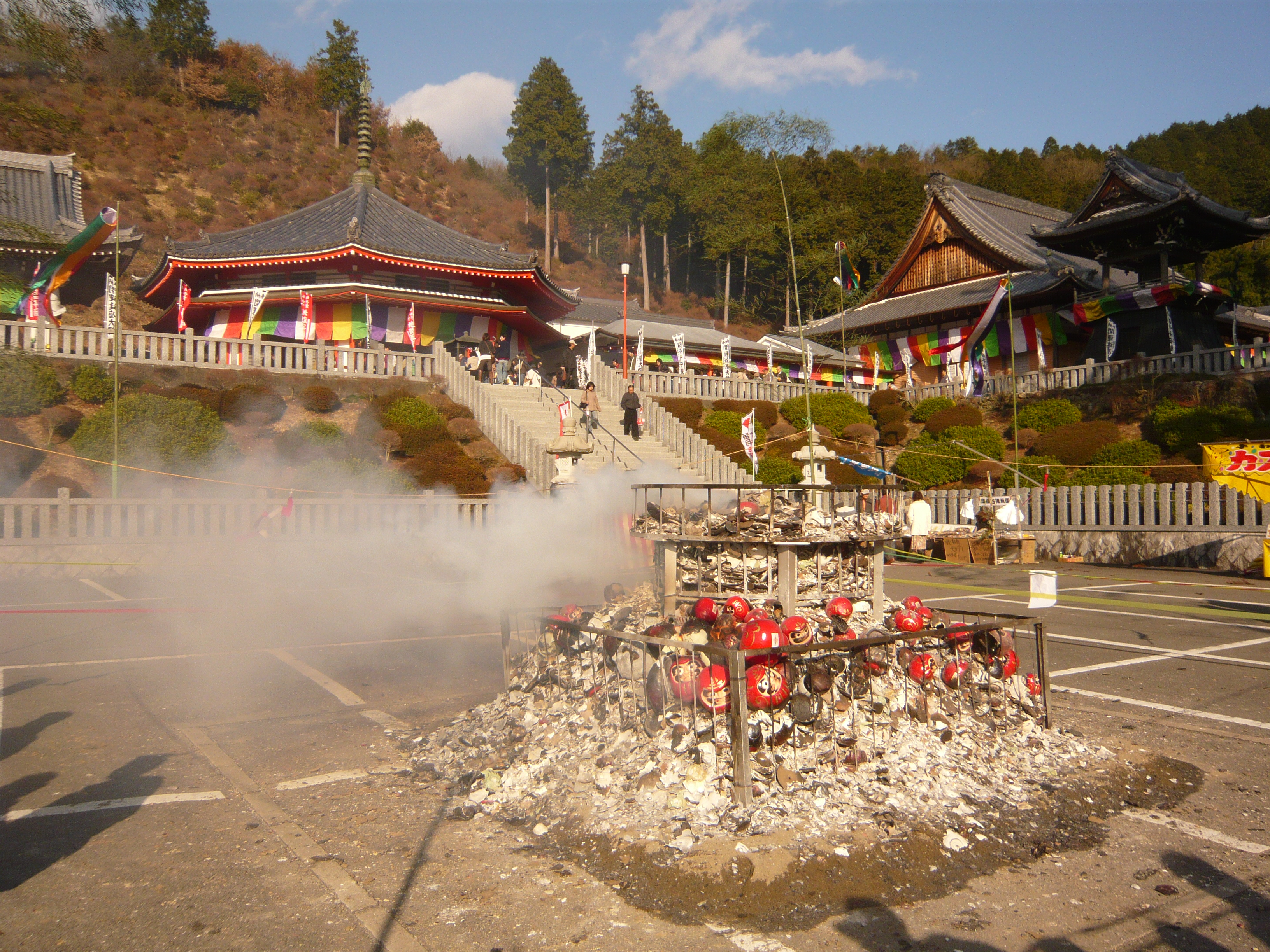
حرق دمى داروما

في نهاية كل سنة يقوم الجميع بإرجاع الدمى إلى المعبد الذي تم شراؤها منه من أجل مراسم الحرق التقليدية، وهذه المراسم تسمى داروما كيو وتقام سنويا. من أشهر المعابد التي تقيم هذه المراسم: معبد نيشي أراي دايشي في طوكيو ومعبد دايريو جي في غيفو ويتم في هذه المراسم إحضار دمى داروما التي تم استخدامها خلال السنة بعد أن إظهار الامتنان لها ثم تسلم للمعابد ويتم شراء أخرى جديدة للسنة الجديدة وتحرق الدمى القديمة في المعبد بحضور الرهبان.

## إلعاب الأطفال
توجد لعبة تقليدية تسمى داروما أوتوشي تحتوي على خمس قطع بألوان الطيف ويتم لعبها باستخدام مطرقة لضرب القطع من أسفل إلى أعلى بدون أن إسقاط القطع الأخرى أثناء اللعب.

## أقرأ ايضاً
- الدين في اليابان
- ماتريوشكا، دمية روسية يقال بأنها مستوحاه من دمية داروما.